# Tirrases
Tirrases – miasto w Kostaryce; w prowincji San José; 23 800 mieszkańców (2006). Przemysł spożywczy, chemiczny.